# Бабинський Микола Петрович
Ба́бинський Мико́ла Петро́вич (29 серпня 1911 — після 1991) — український громадський та політичний діяч, просвітянин.

## Біографія та діяльність
Микола Петрович Бабинський народився в містечку Гощі, в родині міщан Петра Гордійовича Бабинського та Параскеви Панасівни Бондарець. Здобув освіту 7 класів у місцевій гощанській школі, проживав по вулиці Маяковського (суч. Князя Володимира 4). З 1927 року - діяч місцевої Просвіти в Гощі. 30 вересня 1934 року одружився з мешканкою Гощі Євгенією Гнатівною Кур'ят. У тому ж році працював у польській кооперації. У 1937 році відкрив у Гощі власний газетний кіоск. Того ж року був заарештований за те, що газети з його кіоску продавалися в прикордонній з СССР зоні. В процесі слідства, через три неділі, був звільнений.
У квітні 1939 року почав з дружиною Євгенією оформляти в Еміграціїному синдикаті Рівного документи на еміґрацію до Канади. Виїхати не встигли, адже 1 вересня 1939 року розпочалася війна. З приходом у вересні 1939 року більшовиків, улаштувався на роботу в місцевий «райпотребхоз», спочатку картотечником, згодом калькуляторщиком та завідуючим торговим відділом.
В період німецької окупації голова Просвіти в Гощі. З січня 1943 року виконував доручення керівників національно-визвольного руху бульбівського напрямку, поширював серед населення газету УНРА «Оборона України». За непідтвердженими джерелами зустрічався в Гощі з провідником Поліської Січі Тарасом Бульбою-Боровцем.
З поверненням у Гощу більшовиків, 14 січня 1944 року мобілізований у 364 запасний стрілецький полк 11-ї запасної стрілецької бригади у м. Харкові. Мав звання рядового. 4 травня 1944 року заарештований відділом контррозвідки «Смерш» Харківського воєнного округу. 1 листопада 1944 року обвинувачений за ст. 54-1а КК УССР. Засуджений ОН при НКВД СССР 1 листопада 1944 р. на 10 років ВТТ. Був засланий до Карагандинської області Казахської ССР.
Звільнений 22 вересня 1953 року. Станом на 1 жовтня 1958 року проживав у селищі Акчатау в Карагандинської області, Казахської ССР. Згодом переїхав додому в Гощу. Реабілітований 31 січня 1990 року. Президія Рівненського облсуду переглянула справу й припинила її за відсутністю складу злочину. Відповідну довідку отримав 9 жовтня 1991 року. Помер і похований в Гощі.